# Koninkrijk Mercia

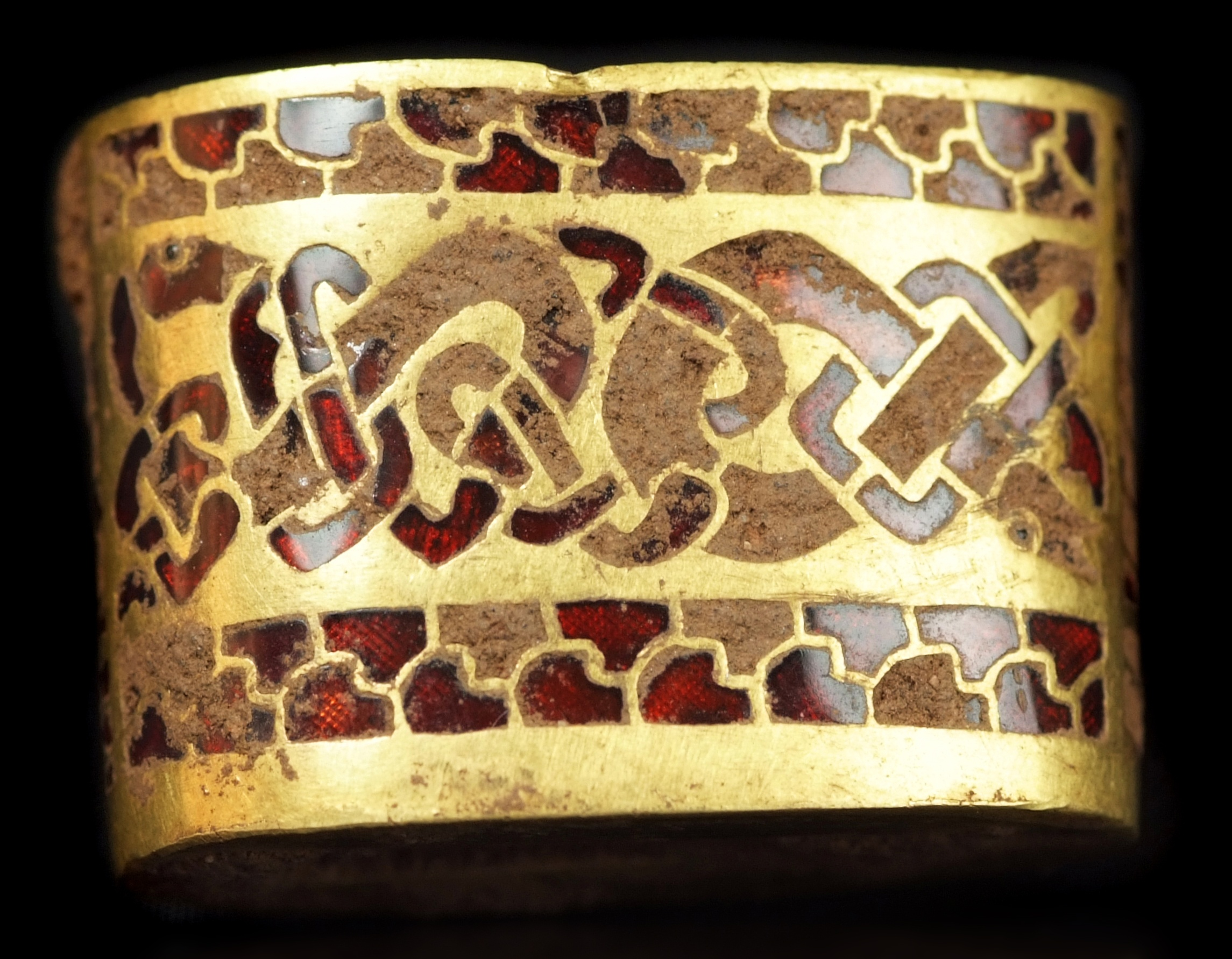
8e-eeuws sieraad van goud ingelegd met granaat uit de schat van Staffordshire, gevonden bij Lichfield, het kerkelijk centrum van Mercia

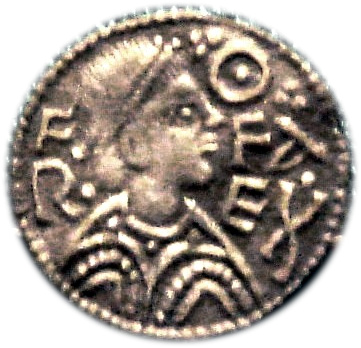
Zilveren penny van koning Offa (757-793)

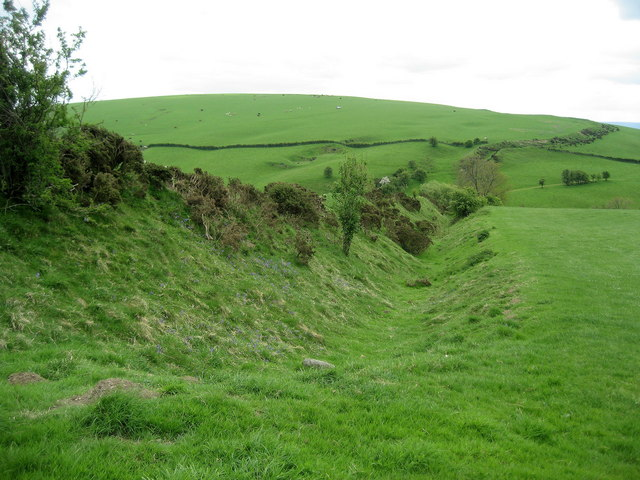
Offa's Dyke, de door koning Offa aangelegde verdedigingswal en -gracht tegen de Welsh, bij Clun

Het koninkrijk Mercia (Oudengels: Mierce rice, "grensvolk") was een Angelsaksisch koninkrijk in Engeland, dat deel uitmaakte van de heptarchie. Het gebied strekte zich uit van de Noordzee tot aan Wales. Het rijk werd gesticht in het begin van de 7e eeuw, kende een periode van bloei onder koning Offa (757/758 – 796), maar werd in het begin van de 9e eeuw onderworpen door Egbert van Wessex.

## Geschiedenis
De vroegst bekende koning van Mercia was Creoda, die rond 585 aan de macht kwam. Een eerste tijd van bloei, waarin Mercia een groot deel van Engeland beheerste was onder koning Penda (overleden 655). Hierna zakte het weer terug tot aan de tijd van koning Ethelbald (716 - 757). Hij moest zich aanvankelijk verweren tegen sterke rivalen in Kent en Wessex, maar na hun dood en aftreden wist hij de hegemonie over deze koninkrijken te bewerkstelligen. Hij verwierf zich de titel Bretwalda. Ook Offa, die korte tijd na de dood van Ethelbald aan de macht kwam, wist die status te bereiken.
Kort daarna wist Egbert van Wessex een belangrijke en beslissende slag te winnen (Ellendun, 825) en daarmee kwam aan de overheersing door Mercia een einde. Van die tijd af was het Wessex dat de leiding had onder de Engelse koninkrijken.

## Lijst van koningen van Mercia
De data, de namen en feiten over de eerste heersers over Mercia (gelijk aan de andere heersers in de heptarchie) zijn meestal aannames.

De Angelenhoofdman Icel komt met zijn volk van over de Noordzee naar (wat nu) Groot-Brittannië is.
| #  | NAAM        | PERIODE        | Opmerkingen:                                                                |
| -- | ----------- | -------------- | --------------------------------------------------------------------------- |
| -  | Icel        | 488 - 501      | zoon van Eomer, laatste Angelen-koning op het continent.                    |
| -  | Cnebba      | 501 - 566      | zoon van Icel                                                               |
| -  | Cynewald    | 566 - 584      | zoon van Cnebba                                                             |
| 1  | Creoda      | 584 - 593      | zoon van Cynewald                                                           |
| 2  | Pybba       | 593 - 606      | zoon van Creoda                                                             |
| 3  | Cearl       | 606 - 626      | broer (of neef?) van Pybba                                                  |
| 4  | Penda       | 626 - 653      | zoon van Pybba                                                              |
| 5  | Eowa        | 635 - 642      | zoon van Pybba; mede-koning                                                 |
| 6  | Peada       | 653 - 656      | zoon van Penda                                                              |
|    |             | 655 - 658      | overheersing door Oswiu, koning van Bernicia (642-670)                      |
| 7  | Wulfhere    | 658 - 675      | zoon van Penda                                                              |
| 8  | Æthelred I  | 675 - 704      | zoon van Penda                                                              |
| 9  | Coenred     | 704 - 709      | zoon van Wulfhere                                                           |
| 10 | Coelred     | 709 - 716      | zoon van Aethelred I                                                        |
| 11 | Coelwald    | 716            | zoon van Aethelred I (Zijn koningschap is niet zeker)                       |
| 12 | Æthelbald   | 716 - 757      | afstammeling van Eowa                                                       |
| 13 | Beornred    | 757            |                                                                             |
| 14 | Offa        | 757 - 796      | afstammeling van Eowa; + koning in Kent en East Anglia                      |
| 15 | Egfrith     | 787 - 796      | zoon van Offa                                                               |
| 16 | Coenwulf    | 796 - 821      | afstammeling van Pybba; + koning in Kent en East Anglia                     |
| 17 | Cynehelm    | ? - 812 of 821 | zoon van Coenwulf; + koning in East Anglia                                  |
| 18 | Ceolwulf I  | 821 - 823      | broer van Coenwulf; + koning in Kent en East Anglia                         |
| 19 | Beornwulf   | 823 - 826      | gekozen; (mogelijk) afstammeling van Beornred ; + koning in East Anglia     |
| 20 | Ludeca      | 826 - 827      | gekozen                                                                     |
| 21 | Wiglaf      | 827 - 829      | gekozen                                                                     |
|    |             | 829 - 830      | overheersing door Egbert, koning van Wessex (802-839) + Essex, Sussex, Kent |
| 21 | Wiglaf      | 830 - 840      | (hersteld)                                                                  |
| 22 | Wigmund     | 840            | zoon van Wiglaf, schoonzoon van Ceolwulf I                                  |
| 23 | Wigstan     | 840            | zoon van Wigmund                                                            |
| 24 | Beorhtwulf  | 840 - 852      | (mogelijk) neef van Wigstan                                                 |
| 25 | Burgred     | 852 - 874      | gekozen                                                                     |
| 26 | Ceolwulf II | 874 - 883      | (mogelijk) zoon van Wigmund                                                 |
| 27 | Æthelred II | 883 - 911      | gekozen; erkent Alfred de Grote van Wessex als overheerser                  |